# Пантеон „Майка България“ (Гургулят)
Вижте пояснителната страница за други значения на Майка България.
Пантеонът на безсмъртните чеда на Майка България е монумент на падналите за победата в Сръбско-българската война 1885 г. в битката при с. Гургулят. Издига се в местността Църквище на най-високото място на с. Гургулят.
Пантеонът, наричан неточно и Монумент „Новото гробище над Сливница“, е монументален храмообразен паметник – пантеон в почит от нацията и държавата към загиналите в решителното сражение при Гургулят български войници, подофицери и офицери, както и местни жители и за победата над вероломния сръбски нашественик. Пантеонът по проект на архитект Георги Стоилов, скулпторите Борис Гондов и Емил Мирчев и художника Тодор Варджиев е изграден от Строителни войски през 1985 г.

## Местоположение
Построен е на мястото, където на 7 ноември 1885 г. – третия решителен ден от отбранителното сражение при Сливница, е водена решителната битка при Гургулят, в който отрядът на капитан Христо Попов влиза в кръвопролитен срещен бой със сръбската Моравска дивизия. Срещу сръбската войска се изправят само 3 български пехотни дружини, артилерийска батарея, по-малко от 2 ескадрона и местните хора. С щикова атака българите разгромяват противника. В боя вземат участие местни жители, включително и жени. Убити, ранени и безследно изчезнали са 128 български воини.
Победата в този срещен бой нанася тежки загуби на сръбската войска и я принуждава да спре настъплението си, осигурява левият фланг на българската войска, която се прегрупира за преминаване в контранастъпление. Така сръбското настъпление е спряно, на нашественика е нанесено поражение, а Българската армия преминава в решително контранастъпление и в крайна сметка довежда до освобождаването на Пирот излизането на подстъпите на Ниш и принуждава Сърбия да капитулира. Диктатът обаче на външните сили осуетява приобщаването към Отечеството на новоосвободените с победата във войната български земи.
На мястото на пантеона е била черквата-паметник „Свети Илия“, правена от цяла България за 50-годишнината от победата в Сръбско-българската война. Проектът за унищожената църква е заимстван от храм-паметника „Св. Александър Невски“, строена е непосредствено след него. След 1944 г. храм-паметникът дълго време не се поддържа и е подложен на разруха, като в крайна сметка от него остават само входът и 2 купола. Черквата е срутена през 1965 г. и руините стоят през следващите 20-на години. Кметският наместник на село Гургулят Филип Герасимов в 2012 г. казва за онова време: „Комунистите не я искаха и хвърляха бомби, за да я съборят. На един даже му е откъсната ръката от експлозия. Беше много красива черква.“
Гробницата над Сливница е намерена и очертана чак през 1983 г. Откритието и разкопките се извършват на доброволни начала, без заделени за целта средства, от група инструктори по туризъм и алпинизъм – Григор Григоров, Димо Димов, Ангел Несторов, Георги Ненчев и Димитър Димитров и продължават близо 2 години. Така Сливнишкото гробище остава в забвение цял век. Едва на 100-годишнината от Съединението на България тогавашното Политбюро решава подобаващо да отбележи извоюваната национална цялост, като министрите на културата и отбраната отпускат 680 000 лева (към 800 000 тогавашни щ. дол.) от фонд „1300 години България“.

## Архитектура
Пантеонът е изграден като отворен към небето и околността храм с форма, вдъхновена от войнишка пирамида и укрепен бункер с амбразури. Композиционно представлява тържествена алея, дълга 120 м в откритото поле, където се е състояла битката. Алеята води към малък Т-образен плац с размери 20 х 20 м пред тристъпален квадратен стилобат в героичен мащаб с височина на човешки ръст, прорязан от параден 9-стъпален подход, водещ до порталния отвор със скосени страни, увенчан с излизаш напред бетонен блок на сключващия камък на стената на монументална пресечена квадратна пирамида с хоризонтално едрофактурна повърхност.
Вътрешността е оформена като централно-осев храм-мавзолей, в центъра на който като равнораменен кръстовиден олтар от излизащи под наклон невисоко над нивото на пода 3 едрофактирни блока по 3-те му рамена и прорез с тяхната ширина на низходящи стъпала към символизиращата крипта-конфесион (подземен надгробен параклис под църковния олтар) по-ниска от нивото на пода площадка с фигурата на Майка България, извисяваща се от там към небето в центъра на композицията. Пирамидата е изпълнена от червен железобетон, стилобатът също е бетонен, покрит с червена циментова мозайка, оформяща с фугите си големи хоризонтални квадрати на пода и на правоъгълници вертикалните чела на тристъпалния постамент, какъвто фактически представлява стилобатът.
Общата застроена площ при стилобата-постамент на мемориала е 900 кв. м, основата на пирамидата обхваща 700 кв. м, светлата площ във вътрешността и е 650 кв. м, мемориалът има обща височина 31 м и ширина от всяка страна при стилобата със стълбите 30 х 30 м (самата пирамида е с квадратна основа 26,5 х 26,5 м и височина 29 м, дебелината на стените ѝ е 50 см).
В центъра му се намира статуя на красива млада българка с престилка, символизираща Майка България, скърбяща за убитите ѝ защитници. Статуята е изработена от висококачествен камък – кварцит, подарен от Русия, добиван само на 3 места в света. Подобен на него има вграден единствено в мавзолея на Ленин, паметника за битката при Бородино, гробницата на Наполеон и Триумфалната арка в Париж.
В пантеона липсват образите на княз Батенберг, наречен от народа Сливнишки герой, и на флигел-адютант Марин Маринов, повел войската в решителната битка на Сливнишкото поле, но са записани имената им наред с другите военни командири и на падналите във войната.
Под паметника върху братската могила лежат костите на български, но и на сръбски войници, пратени от вероломната сръбска власт срещу българите.

## Съвременно състояние
След демократичните промени в България през 1989 г. пантеонът е забравен. Поради липса на средства за неговата охрана и поддържане той се руши и ограбва. През 2005 г. Министерството на отбраната отпуска 120 000 лв. за неговото възстановяване като свято място за поклонение пред падналите герои. Средствата не стигат за подобаващ ремонт на рушащия се горен слой на стилобата и пирамидата и другите елементи на паметника, високо стоящите бронзови медальони на лъвове и лаврови венци с меч външно и вътрешно на сключващите блокове над входовете остават непроменени, но големите бронзовите цифри с годината 1885 и мемориалните надписи с липсващи бронзови букви са подновени с полимерни пана с неръждаемо метално покритие, които нямат голямата себестойност на бронзовите отливки и не предизвикват апетитите на крадците на цветни метали.
Пантеонът в село Гугрулят е включен в 100-те национални туристически обекта под номер 81 – „Новото гробище над Сливница“, но около 2004 година е изключен от списъка и се среща само в по-старите книжки. Изключването му става в период, в който изпълнителен секретар на Българския туристически съюз е Венцислав Удев.
Всяка година през ноември Министерството на отбраната съвместно с Подофицерско дружество „Гургулят – потомци“ организират обиколка на бойните позиции на Сливница и Гургулят, където през 1885 г. българската войска получава своето бойно кръщение, отстоявайки свободата и независимостта на Отечеството.

## Паметник в Сливница
Пантеонът при Гургулят, доколкото е над могила на падналите в тази война, е наричан и „Новото гробище над Сливница“ защото гробището при Гургулят е едно от тези нови гробища при Сливница в резултат на войната, но по никакъв начин не бива да се бърка с осветения на 1 юни 2010 г., по повод 125-годишнината от Сръбско-българската война, новоиздигнат паметник „Новото гробище над Сливница“, състоящ се от 6-метров бетонен опълченски кръст и неголяма скала с паметна плоча до него в местността Длъгшан край Сливница, където според И. Вазов е онова „Ново гробище над Сливница“, развълнуван от което той създава безсмъртното си стихотворение станало текст на официалния заупокоен химн в българските военни и държавни церемонии. В това ново гробище в местността Длъгшан са погребани около 100 български бойци, защитавали Сливнишката позиция на 5 – 7 ноември 1885 г., а също и загинали сръбски войници.